# Frea nigrovittata
Frea nigrovittata är en skalbaggsart som beskrevs av Stefan von Breuning 1935. Frea nigrovittata ingår i släktet Frea och familjen långhorningar. Inga underarter finns listade i Catalogue of Life.